# Ochropleura albilinea
Ochropleura albilinea är en fjärilsart som beskrevs av Barend J. Lempke 1939. Ochropleura albilinea ingår i släktet Ochropleura och familjen nattflyn. Inga underarter finns listade i Catalogue of Life.